# Глутница кучета
„Глутница кучета“ (на английски: Reservoir Dogs), понякога срещан на български и като „Кучета в резерв“, e криминален трилър режисиран от Куентин Тарантино, който излиза на екран през 1992 година.  Главните роли се изпълняват от Харви Кайтел, Тим Рот, Стив Бушеми и Майкъл Медсън. Това е дебютният филм на Тарантино като режисьор предхождащ Криминале от 1994 година.
Творбата изобразява събитията преди и след организиран обир на диаманти, който се превръща в кървава престрелка. Глутница кучета включва много от темите и естетическите възгледи на Тарантино, които ще станат характерен белег за неговите филми: натурализъм, препратки към популярната култура, забележителен диалог, нелинейна сюжетна линия.
Филмът се превръща в класика на независимото кино. Списание Empire го поставя в класацията си „500 най-велики филма за всички времена“.

## В ролите
| Актьор            | Роля               |
| ----------------- | ------------------ |
| Харви Кайтел      | господин Бял       |
| Тим Рот           | господин Оранжев   |
| Стив Бушеми       | господин Розов     |
| Майкъл Медсън     | господин Рус       |
| Крис Пен          | готиния пич Еди    |
| Лорънс Тирни      | Джо Кабът          |
| Кърк Балц         | полицай Марвин Неш |
| Еди Бънкър        | господин Син       |
| Ранди Брукс       | Холдуей            |
| Куентин Тарантино | господин Кафяв     |

## Награди и Номинации
Награди „Независим Дух“
- Награда за най-добър актьор в поддържаща роля за Стив Бушеми

- Номинация за най-добър филм
- Номинация за най-добър режисьор за Куентин Тарантино

Каталунски международен филмов фестивал
- Награда за най-добър режисьор за Куентин Тарантино
- Награда за най-добър сценарий за Куентин Тарантино